# Centrale nucleare di Longyou
La centrale nucleare di Longyou è una futura centrale nucleare cinese situata vicino alla città di Tuanshi, nella provincia di Zhejiang. La centrale sarà equipaggiata con 4 reattori AP1000.